# پیاست چرخ‌ساز
پیاست چرخ ساز (به لهستانی: Piast Kołodziej) یک شخصیت نیمه اسطوره‌ای لهستان در قرون وسطا است (قرن ۹ میلادی) که مؤسس دودمان پیاست شناخته می‌شود.
بر اساس افسانه‌ها دو مهمان غیرمنتظره به نزد خانواده پیاست می‌آیند و تقاضا می‌کنند در مراسم تولد ۷ سالگی شموویت، پسر پیاست شرکت کنند. پس از آن دو غریبه، طلسم شاخ نعمت را به خانواده پیاست می‌دهند تا انبار آن‌ها همیشه پر از آزوقه باشد. با دیدن این معجزه مردم پیاست را به عنوان جانشین پاپیل دوم انتخاب می‌کنند.
پیاست احتمالاً در گینیزنا که دژی مستحکم در نواحی قبیله‌ای لهستان بوده می‌زیسته‌است.